# Miha Blažič
Miha Blažič (* 8. Mai 1993 in Koper) ist ein slowenischer Fußballspieler, der aktuell bei Lech Posen in der Ekstraklasa spielt.

## Karriere

### Verein
Blažič begann seine fußballerische Ausbildung in seiner Geburtsstadt beim FC Koper. Nachdem er dort lange in der Jugend gespielt hatte, debütierte er am 12. März 2011 (22. Spieltag), als er gegen den NK Rudar Velenje über die vollen 90 Minuten in der Slovenska Nogometna Liga. Insgesamt spielte er in jener Saison 2010/11 elfmal in der Liga. In der Saison 2011/12 lief er 21 Mal in der Liga auf und kam zudem in der Qualifikation zur Europa League zum Einsatz. Im März 2013 schoss er bei einem 2:2-Unentschieden gegen Rudar Velenje sein erstes Tor im Profibereich. Zudem spielte er mit der U19 noch im Torneo di Viareggio. Die Folgespielzeit beendete er mit 29 Einsätzen und war somit absoluter Stammspieler bei Koper. In der Spielzeit 2014/15 schoss er ein weiteres Tor in wettbewerbsübergreifend 22 Spielen. Zudem gewann er in jener Saison den slowenischen Pokal mit dem FC Koper.
Im Sommer 2015 wechselte Blažič ligaintern zum NK Domžale. Hier schoss er in seiner ersten Saison ein Tor in 15 Ligaspielen. Auch in der Europa-League-Qualifikation kam er zum Einsatz. In der Spielzeit 2016/17 kam er zu 28 Ligaeinsätzen und schoss ein Tor. Auch mit dem NKD konnte er den Pokal gewinnen.
Im Sommer 2017 wechselte er nach vier weiteren Einsätzen in Slowenien nach Ungarn zu Ferencváros Budapest in die Nemzeti Bajnokság. Er debütierte am neunten Spieltag bei einem 3:1-Sieg über Honvéd Budapest. Sein erstes Tor konnte er bereits zwei Monate später erzielen, als er bei der 1:2-Niederlage gegen Haladás Szombathely traf. Insgesamt erzielte er in der Nemzeti Bajnokság 2017/18 unglaubliche sieben Tore als Innenverteidiger in wettbewerbsübergreifend 38 Einsätzen. In der Saison darauf schoss er zwei Tore in 36 Einsätzen und war weiterhin absolut gesetzt. Durch den Gewinn der Meisterschaft 2019 spielte er mit seinem Verein in der darauf folgenden Saison in der Europa League. Am ersten Gruppenspieltag debütierte er auf internationalem Boden bei einem 1:1-Unentschieden gegen Espanyol Barcelona. Insgesamt spielte er in allen Qualifikationsspielen zur Champions und Europa League. Zudem kam er in 31 Ligaspielen zum Einsatz, wobei er dreimal traf. Nach der Verteidigung des Ligatitels mit seinem Verein schaffte Blažič es am 20. Oktober 2020 bei einer 1:5-Niederlage gegen den FC Barcelona zu seinem Debüt in der Königsklasse. Auch hier kam er in allen Gruppenspielen zum Einsatz und spielte zudem in 24 Ligaspielen. Auch den Meistertitel 2021 konnte er mit Ferencváros gewinnen und spielte mit ihnen nach der gescheiterten Champions-League-Qualifikation wieder einmal in der Europa League. Zudem gewann er nach zusammen genommen 30 Einsätzen das Double aus Pokal und Liga.
Nach fünf Jahren wechselte er nach Frankreich in die Ligue 1 zum SCO Angers. Hier debütierte er direkt am ersten Spieltag bei einem 0:0-Unentschieden gegen den FC Nantes über die vollen 90 Minuten. Zwei Monate später schoss er bei einer knappen Niederlage gegen Racing Straßburg sein erstes Tor in einer Top-Liga wie der französischen.
Im Sommer 2023 wechselte Blažič zu Lech Posen.

### Nationalmannschaft
Blažič kam bislang für mehrere Juniorennationalmannschaften von Slowenien zum Einsatz. Für die U21-Mannschaft kam er zu sechs Einsätzen im Zeitraum von 2011 bis 2013. Nach einem weiteren Einsatz für die zweite Nationalmannschaft Sloweniens debütierte er am 2. Juni 2018 in einem Freundschaftsspiel gegen Montenegro. Anschließend kam er zu zwei Einsätzen in der EM-Qualifikation. In der Nations League 2020/21 war er Stammspieler und stieg mit seinem Land von Liga C in Liga B auf. In der WM-Qualifikation 2022 kam er jedoch nur zu fünf von zehn möglichen Einsätzen. Bei der Nations-League-Saison 2022/23 kam er wieder regelmäßig zum Einsatz und bestritt fünf von sechs Spielen.

## Erfolge
Slowenische Nationalmannschaft
- Sieger der Liga C und Aufstieg in die Liga B der Nations League: 2020

FC Koper
- Slowenischer Pokalsieger: 2015

NK Domžale
- Slowenischer Pokalsieger: 2017

Ferencváros Budapest
- Ungarischer Meister: 2019, 2020, 2021, 2022
- Ungarischer Pokalsieger: 2022